# Zombeavers
Zombeavers és una pel·lícula esetatunidenca de comèdia de terror del 2014 dirigida per Jordan Rubin, basat en un guió d'Al Kaplan, Jordan Rubin i Jon Kaplan. La pel·lícula segueix un grup de universitaris allotjats en una casa de camp a la vora del riu que són atacats per un eixam de zombis castors. Un tràiler de la pel·lícula es va estrenar a principis de febrer de 2014 i es va convertir en viral. La pel·lícula es va estrenar el 19 d'abril de 2014, al Festival de Cinema de Tribeca. La pel·lícula es va estrenar als Estats Units el 20 de març de 2015 el 4 de desembre de 2015. en DVD.

## Argument
Mentre transporten productes químics tòxics, un parell de camioners colpeja un cérvol i perden un dels seus recipients. Roda cap a un riu, flota riu avall i esquitxa diversos castors a la seva presa.
Més tard, els estudiants universitaris Mary, Zoe i Jenn arriben a la cabana de la cosina de Mary prop de la presa. Tot i que la Zoe i la Jenn es distreuen perquè no hi ha cobertura de mòbil, la Mary insisteix que passaran els dos dies següents sense interrupcions per part de la tecnologia o els nois. Mentre neden al llac, les noies descobreixen la presa del castor. Quan la Jenn s'acosta a veure un castor, un ós els sorprèn. Smyth, un caçador local, espanta l'ós i adverteix a les noies que es mantinguin allunyades dels castors i es vesteixin més adequadament.
A la nit, els xicots de les noies, Buck, Tommy i Sam, arriben i els fan una broma. Enfadada, la Mary els ordena que marxin, però la Zoe, que sabia que venien, insisteix que es quedin. Jenn parla a Mary perquè els deixi quedar, ja que vol resoldre els seus problemes de relació amb Sam, que l'ha enganyat. Quan les parelles se separen, la Jenn marxa a dutxar-se, només per ser atacada per un castor. Tommy el mata amb un bat de beisbol, però la Jenn i la Mary senten que hi ha alguna cosa malament més enllà de la ràbia. Van posar el cadàver en una bossa i el van posar fora al porxo. Al matí, descobreixen que ha desaparegut, i Jenn insisteix que no només l'ha menjat la fauna.
Tots menys la Jenn van a nedar al llac. Sam i Mary discuteixen si han d'explicar a Jenn sobre la seva aventura, però són interromputs quan els castors masteguen el peu d'en Buck i graten a Tommy. El mateix castor que va atacar a Jenn abans la persegueix de tornada a casa. L'enganxa al taulell amb un ganivet, però no abans que li rasqui la cama. Sam llança el gos de la Zoe a l'aigua com a distracció, i la resta del grup fuig a la casa, on s'adonen que els castors han tallat les línies telefòniques. Mentre els castors zombis envolten la casa, Tommy s'ofereix a marxar amb Buck per demanar ajuda, i la Zoe l'acompanya. El seu viatge s'interromp quan els castors fan caure un arbre a la carretera, i Tommy marxa a peu, només per ser aixafat per un altre arbre que cau.
Smyth rescata a Buck i Zoe, i ells condueixen en la seva camioneta per tornar a la casa, que ha estat tapiada pels altres. No podent entrar-hi, van a casa dels veïns. Descobreixen que els veïns estan morts i les seves línies telefòniques tallades. Com a resultat de les seves ferides, Jenn es converteix en un zombi semblant a un castor i ataca a Mary. Quan la saliva de la Jenn cau a la boca de la Mary, Sam la rescata colpejant a Jenn per darrere. La Mary i el Sam es tanquen al bany i es comproven si hi ha ratllades. Satisfets que cap dels dos està ferit, comencen a tenir relacions sexuals, però Jenn els interromp i mata Sam mossegant-li el penis. Mentrestant, Buck es converteix en un zombi i ataca a Smyth. La Zoe s'escapa saltant per una finestra, sagnant-se en el procés.
Quan un castor incendia accidentalment la casa de la cosina de Mary, Sam s'aixeca com un zombi. Un cop Mary mata Sam, es retroba amb la Zoe. Smyth, ara zombificat, els dispara mentre fugen en el seu camió. La Jenn salta a dalt del camió, però la Zoe l'atropella. Juntes, Mary i Zoe arriben al lloc on Tommy va morir i es va convertir en un zombi. Amb la carretera tallada, decideixen caminar. Creient que la Zoe pot ser mossegada a causa del seu aspecte sagnant, la Mary la sosté a punta de pistola recuperada del camió d'en Smyth. Quan Zoe protesta que no està infectada, Mary comença a convertir-se en un zombi. La Zoe la mata amb una destral i marxa. A la carretera, es troba amb els mateixos camioners que abans havien deixat caure el recipient i la van atropellar accidentalment. En una seqüència posterior als crèdits, una abella s'infecta per un cadàver i torna al seu rusc en estat zombificat.

## Repartiment
- Rachel Melvin com a Mary Daughtry
- Hutch Dano com a Sam
- Cortney Palm com a Zoe
- Lexi Atkins com a Jenn
- Jake Weary com a Tommy
- Peter Gilroy com a Buck
- Bill Burr com a Joseph
- Rex Linn com a Smyth
- Brent Briscoe com a Winston Gregorson
- Phyllis Katz com Myrne Gregorson
- Robert R. Shafer com a camioner
- Chad Anderson com Adam
- Jamie, David i Eoin com a The Debauchery Beavers
- John Mayer com a Luke
- Fred Tatasciore com a castors zombies (veu)

## Producció
Al Kaplan, Jordan Rubin i Jon Kaplan van començar a treballar en el guió de Zombeavers el 2012. Aleshores, Rubin va muntar un tràiler de prova de concepte recopilat a partir d'imatges de diverses pel·lícules de terror, programes de natura de la BBC i xarxes socials i va presentar el tràiler a BenderSpink i Armory Films. Les dues companyies van acordar finançar la pel·lícula i la pel·lícula va entrar en preproducció poc després. La pel·lícula presenta models animatrònics de castors a diferència dels efectes especials CGI, i els models van ser creats per Creature Effects. Les actrius Cortney Palm, Rachel Melvin i Lexi Atkins, juntament amb el còmic/actor Bill Burr, es va confirmar que actuarien a la pel·lícula. La fotografia principal va tenir lloc a Santa Clarita, Califòrnia al Disney Ranch durant un període de 21 dies i amb un pressupost reduït. Epic Pictures Group va penjar el primer tràiler oficial de la pel·lícula el 6 de febrer de 2014, i el tràiler ràpidament es van fer virals, acumulant més d'un milió de visualitzacions en menys d'una setmana. TEl mateix mes, la productora també va crear diversos pòsters de pel·lícules parodiant les pel·lícules nominades als premis Oscar Gravity, American Hustle  i Her.

## Estrena
La pel·lícula es va estrenar el 19 d'abril de 2014 al Festival de Cinema de Tribeca i es va estrenar als Estats Units el 20 de març de 2015.
El desembre de 2014, la pel·lícula es va estrenar en DVD.

## Recepció

### Resposta crítica
Rotten Tomatoes informa que el 71% dels 38 crítics enquestats van donar a la pel·lícula una crítica "positiva"; la valoració mitjana és de 5,90/10. El consens diu: "Zombeavers, òbviament, no és un gran art, però ofereix prou de la bogeria sagnant que promet el títol per guanyar una recomanació per als aficionats al gènere." Metacritic, un altre agregador de ressenyes, la va puntuar amb un 44/100 basant-se en sis ressenyes, indicant "mixta o ressenyes mitjanes". Brent McKnight de giantfreakinrobot va dir: "És tan genial com podríeu esperar". Rob Hunter de Film School Rejects va qualificar la pel·lícula de "divertida, intel·ligent, constantment entretinguda", i Jason Gorber de Twitch Film "elogien la seva naturalesa tenaç per extreure fins a l'última gota de narrativa i complexitat d'una idea molt lleugera però molt divertida."
D'altra banda, Variety va donar a Zombeavers una crítica majoritàriament negativa, comentant que "aquesta funció de debut per al veterinari de comèdia de monòleg i sketch Rubin no està exempta de flaixos d'enginy, però la premissa d'una broma es desgasta fins i tot abans que s'acabi el temps d'execució de 76 minuts afortunadament breu". No obstant això, el crític afegeix que "Zombeavers no és un rentat total, i vist a la nit, sota la combinació adequada de baixes expectatives i substàncies controlades, fins i tot pot semblar millor del que realment és." El Los Angeles Times era ambivalent, ja que consideraven que la pel·lícula era "una idea divertida i, com un bon animal no mort, té uns dissenys sòlids per colpejar el seu objectiu", però això "no necessàriament estalvia que l'experiència de veure la pel·lícula sigui una altra cosa que no sigui peluda."

### Taquilla
Zombeavers es va estrenar a Àustria el 7 de novembre de 2014, on va recaptar 29.133 dòlars. Es va estrenar als Estats Units el 20 de març de 2015, i va acabar el cap de setmana en un 63è lloc i va recaptar 8.163 dòlars en onze pantalles. A partir del 5 d'abril de 2015, el total brut dels EUA és de 14.947 $, per un total mundial brut de 44.080 $.

## Banda sonora
La banda sonora va ser composta per Al i Jon Kaplan. Conté cançons de la banda dels germans Kaplan, Legolambs. La banda sonora es va publicar el 24 d'abril de 2015, a través de La- La Land Records.